# Юрман (приток Сылвы)
Юрман (в верховье Верхний Юрман) — река в России, протекает в Пермском крае. Устье реки находится в 23 км по правому берегу Сылвинского залива Камского водохранилища. Длина реки составляет 46 км. В 14 км от устья по левому берегу впадает река Кичмень.

## Данные водного реестра
По данным государственного водного реестра России относится к Камскому бассейновому округу, водохозяйственный участок реки — Кама от города Березники до Камского гидроузла, без реки Косьва (от истока до Широковского гидроузла), Чусовая и Сылва, речной подбассейн реки — бассейны притоков Камы до впадения Белой. Речной бассейн реки — Кама.
Код объекта в государственном водном реестре — 10010100912111100013858.